# Berzsenyi Dániel Evangélikus (Líceum) Gimnázium, Kollégium és Szakképző Iskola
A Berzsenyi Dániel Evangélikus (Líceum) Gimnázium és Kollégium 1557-ben alapított soproni iskola.
A Magyarországi Evangélikus Egyház intézménye, Sopron legrégebbi, valamint Magyarország egyik legrégebbi iskolája.

## Alapítás, latin iskola
A középkor végi Magyarországon Sopron egyike volt annak a kilenc városnak, amely 1440 és 1514 között összesen több mint 100 tanulót küldött ki külföldi egyetemekre. Ennek is tulajdonítható, hogy hazánk mai területének városai közül a reformáció éppen Sopront érintette meg legelsőként, s ez az iskolai oktatásban is hamar éreztette hatását.
A plébániai iskola 1553-ban végleg kikerült a városi plébánia, ezáltal a katolikus egyház gyámsága alól, s azt az evangélikusokból álló városi tanács vonta felügyelete alá, amely főúri patrónusok nélkül, egymaga szervezte meg az új, protestáns szellemiségű iskolát, elsősorban a városi magisztrátus, a lelkészek és tanítók utánpótlása céljából. Több adat is bizonyítja, hogy 1557-ben Hummel Kristóf polgármester támogatásával, annak telkén, a mai belváros szélén, az egykori „kövezeten” (am Pflaster) új, latin iskola épült megelőzve ezzel magának az evangélikus gyülekezetnek megalakulását is (1565). Az Evangélikus Líceum századok óta ezt az iskolát tekinti jogelődjének. A városban emellett 1569 óta német, s az 1570-es évektől kezdve magyar iskola is működött.

## Az ellenreformáció támadása
Csaknem negyedszázados békés fejlődés után az újjáéledő ellenreformáció arra kényszerítette a Tanácsot, hogy váljék meg az evangélikus vallású iskolamesterektől, akik csak az 1606-ban kötött bécsi békével térhettek vissza munkájukhoz. Ekkor új korszak is kezdődött a soproni evangélikusság életében: a mindenkori városi tanács ugyanis mint presbitérium állt az egyházközség élén, s annak rendelkezésére bocsátotta az iskola fenntartásához szükséges eszközöket. A latin iskola fejlesztésében, majd gimnáziumi rangra emelésében elsődleges szerepe volt doktor Lackner Kristóf polgármesternek (1571–1631), aki arra törekedett, hogy akár távoli vidékek kiváló tanárait is megnyerje a város iskolaügye számára (tegyük hozzá: nem is kevés sikerrel). Lackner az 1610-es években csaknem évente írt iskoladrámákat, amelyeket a gimnázium diákjai adtak elő, többnyire a városháza termeiben. Mint felügyelő, sűrűn látogatta az iskolát, és Leges scholasticae (Iskolai törvények) címen rendtartást adott ki számára. Ennek is köszönhető, hogy a 17. század első felében jelentősen megnövekedett az iskola hallgatóinak létszáma.
Nem sokkal Lackner halála után, 1636-ban a jezsuiták alapítottak gimnáziumot a városban, s az ezt követő két évtized e két oktatási intézmény rivalizálásának jegyében telt el. 1657-ben Wittnyédi Istvánnak, Zrínyi Miklós ügyvédjének javaslatára a város magyar gimnáziumot alapított a Hosszú soron, a mai iskolaépület helyén. Ennek első rektora Kövesdi Pál lett, aki tantervében kiemelten fontosnak tartotta a latin iskolával való együttműködést, és a magyar nyelv tanulását: „mivel ennek a gimnáziumnak célja a magyar nyelvvel összehangzó latinság, ezért a német nyelv teljesen száműzessék”. Kövesdi nevét a halála után kiadott Elementa Linguae Hungaricae (A magyar nyelv elemei) című, csaknem két évszázadon át használt művével írta be a magyar irodalom történetébe. A XVII. század 60-as éveiben tehát két virágzó evangélikus gimnáziuma volt Sopronnak.
A Wesselényi-összeesküvés felszámolása és megbosszulása utáni „gyászévtizedben” (1671–81) az ellenreformáció csaknem minden joguktól megfosztotta az evangélikusokat. Iskoláikat is be kellett zárniuk. 1681-ig még protestáns házi nevelőket sem alkalmazhattak a városban, s a tilalom megszegőit börtön fenyegette. A tanítók és lelkipásztorok többsége is kénytelen volt külföldre menekülni.
Az 1681-es soproni országgyűlés megszüntette e kényszerű állapotot, s a prédikátorok és tanítók visszatérhettek Sopronba. Az evangélikusok 1682. július 9-én újra megnyithatták az iskola kapuit, mégpedig az addigi magyar gimnázium épületében. Ettől kezdve azonban egészen 1853-ig az oktatás fenntartása és felügyelete többé nem a Tanácsot, hanem a soproni egyházközséget illette meg. A XVIII. század folyamán készült tantervek bizonyítják, hogy a felsőbb osztályokban egyre nagyobb teret kaptak a bölcsészeti és theológiai tanulmányok, s a latin mint fő tannyelv mellett szerepelt a magyar és a német is. Sok kiváló természettudós is tanított ebben az időben a Líceum falai között, például Fridelius János rektor (1682–1712), akit hazánk első antropológusaként tart számon a kutatás, valamint Deccard János Kristóf rektor (1712–1740), aki egyike volt a legelső magyar botanikusoknak.

## A magyar szellemiség felvirágoztatásának élvonalában
A magyar szellem az új iskolákban is tovább öröklődött: 
Ribiny János rektor 1751-ben elmondott évnyitó beszédében A magyar nyelv műveléséről szónokolt – ugyan még latin nyelven – diákjainak, először utalva Magyarországon a nyelvújítás gondolatára. 
Részben ennek a szellemnek köszönhető, hogy a jozefinizmus kezdetétől a reformkor végéig hazánk kulturális életének annyi kiválósága nőtt fel a Líceum falai között.
1790-ben Kis János – későbbi evangélikus lelkész – négy társával együtt megalapította az ország legelső diák-önképzőkörét, a Nemes Magyar Társaságot, amely fennállásának eddigi két évszázada alatt szintén nem kevés hírességet nevelt fel e hazának. Kis Jánosnak ebben az időben nem kisebb egyéniségek, mint Berzsenyi Dániel, vagy Schedius Lajos János – a későbbi esztéta, pesti egyetemi tanár – voltak iskolatársai, tanárai közül pedig elég, ha Schwartner Mártonnak, az első magyar statisztikusnak és oklevéltudósnak nevét említjük meg. 
Bár a Líceumban hamarosan Német, majd Szlovák Társaság is alakult, a reformkori iskolában alig voltak nemzetiségi ellentétek. Pedig a XIX. század folyamán volt olyan tanév, amikor 34 vármegye küldte el fiait a soproni alma materbe.
Közben az iskola külseje is megújult: 1824-ben tették le alapkövét annak az iskolaépületnek, amely a mai iskola felépítéséig (1894) fennállt, s amelynek homlokköve AEDES MUSIS ERECTAE MDCCCXXV (A Múzsáknak emelt hajlék 1825) felirattal ma is látható az udvar bejárata felett. Ugyanebben az évben egyesítették az evangélikus konvent könyvtárát az iskolai könyvtárral, amelyet a XIX. század végéig fejlesztettek, s amely jelenleg kb. 40 000 kötettel rendelkezik. Gyűjteményünkben 44 db ősnyomtatvány mellett számos könyvritkaság található.
A magyar kultúra ápolására 1827-ben létrehozott Deákkúti Vármegyét a mai diákönkormányzatok elődjének is tekinthetjük. 1829-ben a Líceum felső tagozatának keretében megindult a tanítóképzés, amely 1858-ban szervezetileg is különvált a gimnáziumtól. Az önálló Evangélikus Tanítóképző Intézet épülete a második világháborús bombázásokban súlyosan megsérült, s 1957-ben magát az intézményt is megszüntették.

## Az 1848-as forradalom és az első világháború
A líceumi zászlóalj az  1848-as forradalom talán legradikálisabb diákmegmozdulása éppen e soproni iskola falai között zajlott le. A diákok elfoglalták az iskolaépületet, s keményen felléptek az addigra megcsontosodott oktatási rendszer ellen. Sajnos, érdemi változásokat nem tudtak elérni. Az 1849-es Entwurf értelmében elvették az iskola nyilvánossági jogát, ami többek közt azt jelentette, hogy a Líceum nem állíthatott ki államilag érvényes bizonyítványokat. 1853-ban a helyzetet úgy oldották meg, hogy a Líceumot a Dunántúli Egyházkerület fennhatósága alá rendelték.

## A Líceum az államosítás után
Ez így maradt egészen az államosításig, 1948-ig. A nyilvánossági jogot azonban így is csak 1855-ben kapta vissza az iskola. A németesítő törekvések ellenében 1860-ban sikerült elérni, hogy az intézetben a tanítási nyelv a magyar legyen. 
Jelentős változás történt 1892-ben az iskola szervezetében. A 8 osztályos főgimnázium és a 3 osztályos Theológiai Intézet, amely eddig közös igazgatás alatt állott, most különvált egymástól. A jelenleg Budapesten működő Evangélikus Hittudományi Egyetem azonban továbbra is a soproni Líceumot tekinti elődjének, amit abban is kifejezésre juttat, hogy címere és az alapítási évszám a Líceuméval megegyező.

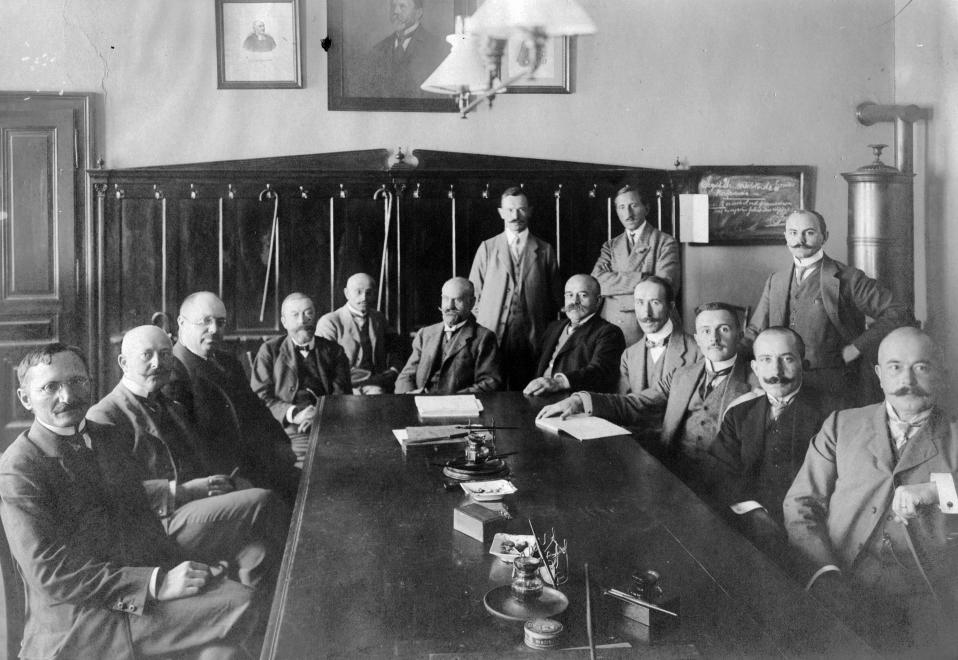
A Líceum tanári szobája 1918-ban

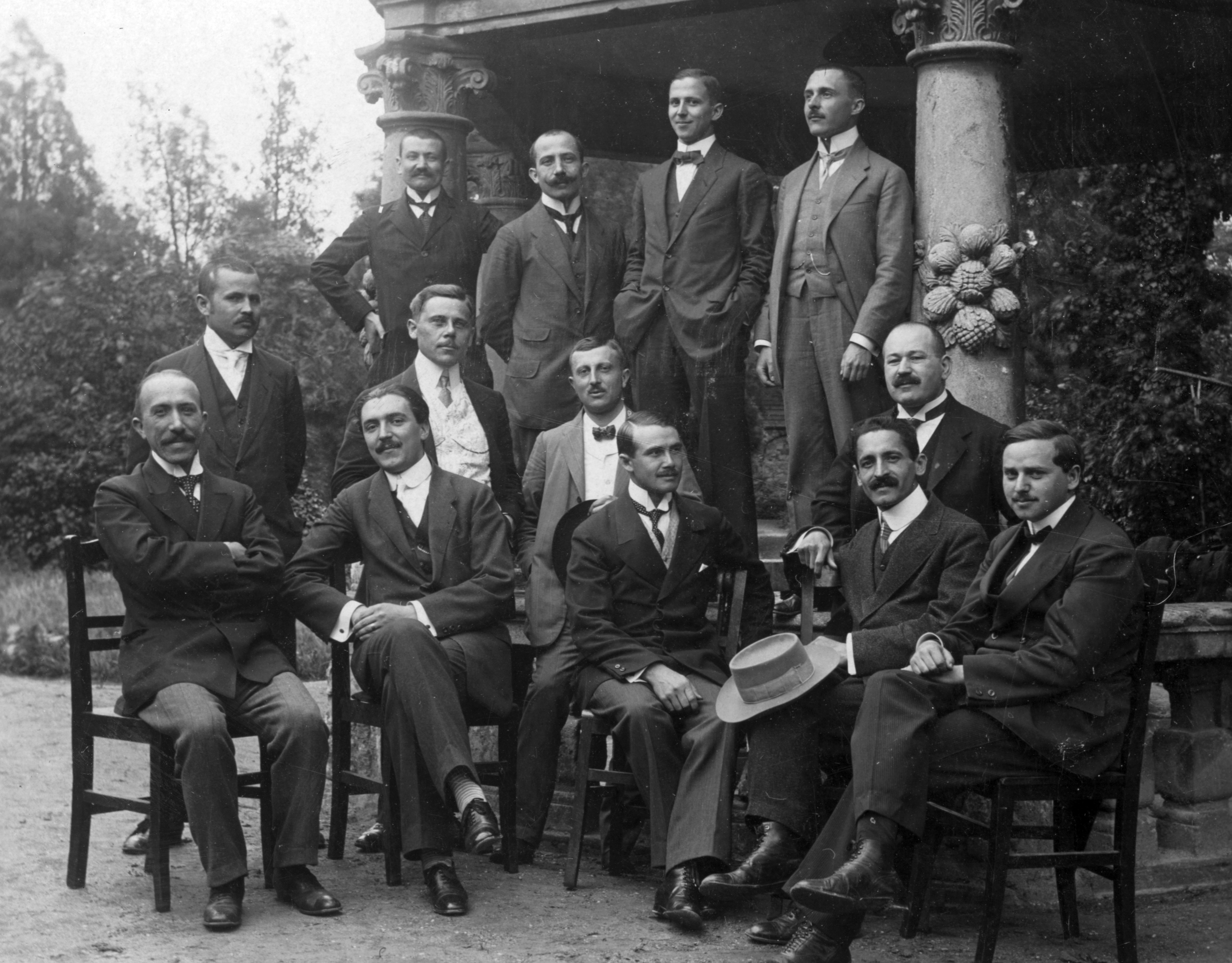
A Líceum végzősei tanáraikkal, 1920-ban

Az első világháború éveiben sokat szenvedett az iskola: az épület tantermeit, később folyosóit is szükségkórháznak rendezte be a hatóság, s a tanárok és diákok közül is többeket besoroztak. Még a háború idején, 1918-ban alakult meg a Soproni Evangélikus Líceumi Diákszövetség, amelynek fő célkitűzései között szerepelt az alma mater iránti ragaszkodás ápolása és a Líceumi Diákotthon létrehozása. Ez az elképzelés 1934-ben vált valóra. A Diákotthon épülete jelenleg állami tulajdon, általános iskola működik benne, a Líceumnak pedig 1993. december 2-án Szebik Imre püspök felszentelte az új diákotthonát. A Hetvényi Lajos Evangélikus Líceumi Diákotthon a Mátyás király utcában az egykori vallástanár nevét viseli, aki sokat tett a Diákszövetség és az első Diákotthon létrehozásáért.
A diákok részt vettek 1920-ban a város és környékének Ausztriához csatolása elleni küzdelemben, majd az 1921. évi népszavazás előkészítésében, melynek végeredményeképpen Sopron városa véglegesen Magyarország területén maradt.
Az 1930-as évektől kezdve a Líceum tanári kara és diáksága sikeresen vette fel a küzdelmet az egyre jobban tért hódító nemzeti szocialista ideológiával szemben. Ennek a harcnak egyik legfontosabb fegyvere a Csaba József tanár által irányított Nyugati Őrszem volt, amely 1938-ban indult, és hamarosan a Líceum, a Tanítóképző és a Theológia közös ifjúsági lapja lett. Hangvétele a Márciusi Front, és a nép írók, mindenekelőtt Németh László programja mellett szólt. 1993 januárjában jelent meg az Új Nyugati Őrszem első száma.
1944-ben először német, majd a város elfoglalása után szovjet hadikórházat rendeztek be az iskolában, ahová csak 1946-ban térhettek vissza a diákok. Az 1948-as államosításkor az iskola leghíresebb diákja, Berzsenyi Dániel nevét vette fel. Az új típusú, 4 évfolyamos, 16 osztályos gimnázium 1963-ra alakult ki teljesen. Ezekben évekig humán és reál tanterv szerint folyt az oktatás. Az országban másodikként itt vezették be a tagozatos oktatási rendszert: a diákok kiemelt óraszámban tanulhatták a biológia, a kémia és az orosz tantárgyat. 1952-től levelező és esti tagozaton megindult a felnőttoktatás is, amely 1959-től minden 20 évesnél idősebb dolgozó ember számára elérhetővé vált. Ma már ez az életkori megkötés sincsen érvényben. A gimnáziumnak az elmúlt 50 év alatt is sikerült megőriznie, sőt gyarapítania a Líceum örökségét: a régi hagyományok (például a deákkúti ballagás) mellé újak is kerültek, tanulmányi versenyek, alapítványok, ösztöndíjak formájában.

## Újra egyházi kézben
A soproni Berzsenyi Dániel Gimnázium 1991. július elseje óta ismét felvette nevébe az „evangélikus” jelzőt, utalva ezzel egy korszak végleges lezárására. Az iskola hivatalos neve Berzsenyi Dániel Evangélikus Gimnázium (Líceum) lett, működtetési és tulajdonjoga a magyar államtól az Északi Evangélikus Egyházkerületre, illetve a Magyarországi Evangélikus Egyházra szállt vissza.
Az egyház az ősi hagyományok jegyében, s a mai kor új kihívásaival szembenézve vállalta és vállalja, hogy ismét olyan iskolát teremt, amely tradícióira alapozottan, a régmúlthoz hasonlóan, diákjait istenfélelemben, erkölcsben erősítve, evangélikus szellemben neveli és oktatja kultúrára, tudományra, a nemzet gyarapítására.
1992 szeptemberétől a hagyományos 8 osztályos gimnáziumot visszaállították egy-két párhuzamos osztállyal. Benne a klasszikus nyelvek (latin, görög) újra nagyobb hangsúlyt kapnak. Meg kívánnak tartani egy 4 osztályos gimnáziumot is, főképpen a távoli vidéken lakó gyermekek érdekében; 1993-tól német nemzetiségi képzést is folytatnak. Ezenkívül egy-egy osztállyal elemi szintű evangélikus iskolát is szeretnének létrehozni, illetve felújítani. 1996-tól a volt Líceumi Diákotthon az Evangélikus Általános Iskola a Hunyadi János utcában. A jelenleg tanított angol, német, orosz, francia, illetve latin mellett a modern nyelvek választási lehetőségeit is bővíteni kívánják: finn és szlovák szerepelnek elképzeléseik között.

## Az iskola igazgatói
- Kövesdi Pál (? - 1682), 1659-től lelkész, tanár, igazgató
- Fridelius János (1638–1719), antropológus, 1664-ben igazgatóhelyettes, 1682–1712-ig igazgató
- Idősebb Deccard János Kristóf (1686–1774), botanikus, rektor 1712–1740 között
- Ribiny János (1722–1788), 1747-től igazgató
- Müllner Mátyás (1818–1902), 30 évig volt igazgató, 1889-ben vonult nyugalomba
- Németh Sámuel igazgató 1935–1939 között
- Ruhmann Jenő igazgató 1939–1943 között
- Szabó Kálmán igazgató 1943–1945 között
- Prőhle Jenő (1909–1986), diák, tanár, könyvtáros, 1945–1950 között igazgató
- Kozák Lajos tanár, igazgató (1967–1982)
- Lampérth Gyula, dr. (1950–2001) igazgató 1991–2001 között
- Tölli Balázs (1971–) 1994-től tanár, igazgatóhelyettes, majd igazgató 2001-től

## Híres tanárok és licisták
- Balassa János (1814–1868) sebész, egyetemi tanár
- Berzsenyi Dániel (1776–1836), költő, 1788–1793 között diák (megszakításokkal)
- Csatkai Endre (1896–1970) művészettörténész
- Döbrentei Gábor (1785–1851), 1801–1805 között diák
- Fényes Imre (1917–1977), fizikatanár diák
- Gombocz Endre (1882–1945) botanikus, diák
- Gombocz Zoltán (1877–1935) nyelvész, diák
- Gömbös Gyula (1886–1936) politikus, miniszterelnök, 1897–1901 között diák
- Hajnóczy József (1750–1795) a magyar jakobinus mozgalom egyik vezetője
- Haubner Máté (1794–1880) a Dunántúli Evangélikus Egyházkerület püspöke 1846–1849, majd 1860–1866 között
- Hiller István történész, politikus
- Ihász Dániel (1813–1881) az itáliai magyar légió parancsnoka
- Kánya Kálmán (1869–1945) külügyminiszter 1933 és 1938 között
- Kapi Béla (1879–1957) a Dunántúli Evangélikus Egyházkerület püspöke 1916–1948 között
- Kapi Gyula
- Kis János (1770–1846) püspök és költő, a soproni evangélikus gyülekezet lelkésze, a líceumi Magyar Társaság alapítója
- Lackner Kristóf (1571–1631) Sopron polgármestere, jogtudós
- Lang Jánosné (1927–2012) matematika–fizika szakos pedagógus, 1996–? között az iskola tanára
- Martin Kukučín (1860–1928), szlovák író
- Mikola Sándor (1879–1945), fizikatanár
- Murmann Sámuel (1817–1849), 1848–49-es forradalom és szabadságharc katonatisztje, 1830–1832 között diák
- Noszlopy Gáspár (1820–1853) honvédőrnagy, kormánybiztos
- Orlai Petrich Soma (1822–1880) festőművész
- Papp Ferenc (1871–1943) irodalomtörténész, az MTA tagja
- Payr Sándor egyháztörténész
- Rátz László (1863–1930), diák 1880–1882, a Budapest-Fasori Evangélikus Gimnázium matematikatanára és igazgatója
- Rát(h) Mátyás (1749–1810), polihisztor
- Schedius Lajos János (1768–1847) nyelvész, esztéta, diák 1787–1788
- Roth Gyula (1873–1961) erdőmérnök, egyetemi tanár
- Schneller István (1847–1939) pedagógiai író
- Schöpf-Merei Ágost (1804–1858) gyermekgyógyász
- Schwartner Márton (1759–1823), statisztikus, 1786–1788 között tanár
- Székács József (1809–1876) evangélikus szuperintendens
- Vermes Miklós (1905–1990) fizikatanár
- Kutas László, Kossuth - díjas szobrász (1936 - 2023.)

## További irodalom
- Németh Sámuel: A soproni evangélikus líceum történetének egy százada 1681–1781. Kiad. a Berzsenyi Dániel Evangélikus Gimnázium, Sopron, 2007. 446 oldal